# Collegio elettorale di Bagnolo
Il collegio elettorale di Bagnolo è stato un collegio elettorale uninominale del Regno di Sardegna.
Fu istituito sulla base alla legge elettorale del 1859. Comprendeva i mandamenti di Bagnolo e Ospitaletto.

## Dati elettorali
Nel collegio si svolsero votazioni solo per la VII legislatura. Dopo il 1860 i territori fecero parte del collegio di Leno.

### VII legislatura
Le votazioni si svolsero in 387 collegi uninominali a doppio turno. Come previsto dalla legge elettorale del 20 novembre 1859, era eletto al primo turno il candidato che «riunisce in suo favore più del terzo dei voti del total numero dei membri componenti il collegio e più della metà dei suffragi dati dai votanti presenti all'adunanza» (art. 91). Se nessun candidato era eletto, al ballottaggio tra i due candidati con più voti era eletto chi otteneva il maggior numero di voti (art. 92) o, in caso di ugual numero di voti, il maggiore d'età (art. 93).
| Partito                            | Partito                            | Candidato                          | Primo turno 25 marzo 1860 | Primo turno 25 marzo 1860 | Ballottaggio 29 marzo 1860 | Ballottaggio 29 marzo 1860 |
| Partito                            | Partito                            | Candidato                          | Voti                      | %                         | Voti                       | %                          |
| ---------------------------------- | ---------------------------------- | ---------------------------------- | ------------------------- | ------------------------- | -------------------------- | -------------------------- |
|                                    | —                                  | Francesco Longo                    | 141                       | 44,48                     | 219                        | 61,86                      |
|                                    | —                                  | Pietro Emilii                      | 176                       | 55,52                     | 135                        | 38,14                      |
|                                    |                                    |                                    |                           |                           |                            |                            |
| Iscritti                           | Iscritti                           | Iscritti                           | 628                       | 100,00                    | 628                        | 100,00                     |
| ↳ Votanti (% su iscritti)          | ↳ Votanti (% su iscritti)          | ↳ Votanti (% su iscritti)          | 324                       | 51,59                     | 358                        | 57,01                      |
| ↳ Voti validi (% su votanti)       | ↳ Voti validi (% su votanti)       | ↳ Voti validi (% su votanti)       | 317                       | 97,84                     | 354                        | 98,88                      |
| ↳ Schede non valide (% su votanti) | ↳ Schede non valide (% su votanti) | ↳ Schede non valide (% su votanti) | 7                         | 2,16                      | 4                          | 1,12                       |
| ↳ Astenuti (% su iscritti)         | ↳ Astenuti (% su iscritti)         | ↳ Astenuti (% su iscritti)         | 304                       | 48,41                     | 270                        | 42,99                      |